# Astragalus angarensis
Astragalus angarensis es una especie de planta del género Astragalus, de la familia de las leguminosas, orden Fabales.
Fue descrita científicamente por Turcz. ex Bunge.